# Campionati mondiali di sollevamento pesi 2028
I Campionati mondiali di sollevamento pesi 2028 saranno la 93ª edizione maschile e la 36ª femminile della manifestazione e si svolgeranno ad Astana, in Kazakistan, tra aprile e maggio 2028.

## Cambio sede

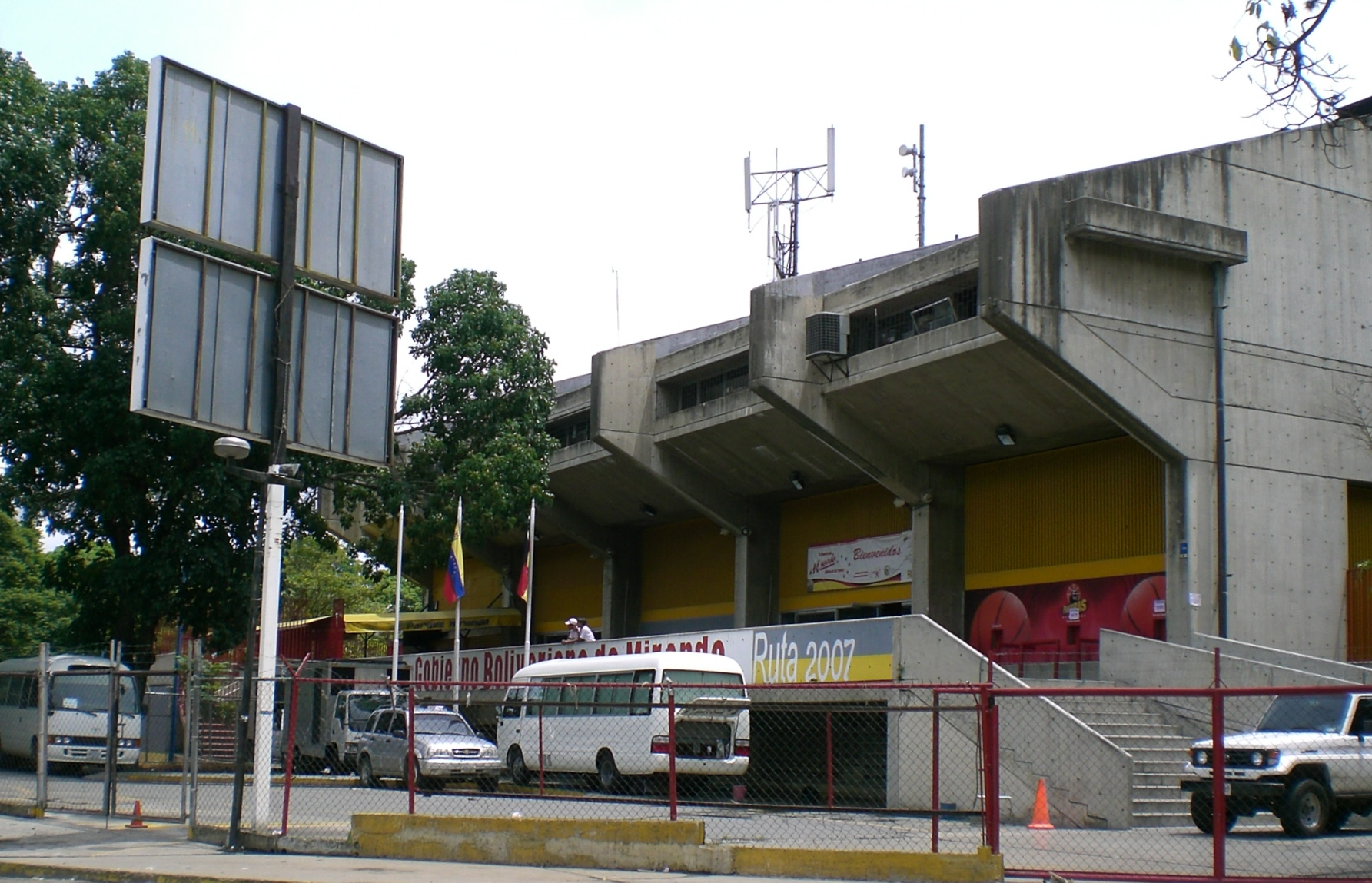
L'esterno del Complesso Sportivo Parque Miranda di Caracas, sede inizialmente prevista per la disputa dei campionati prima della riassegnazione ad Astana

Il 29 marzo del 2024, a Phuket, in Thailandia, i campionati mondiali vennero inizialmente assegnati a Caracas, in Venezuela nell'impianto Gimnasio José Joaquín Papá Carrillo, inserito nel Complesso Sportivo Parque Miranda, che aveva già ospitato i campionati panamericani del 2024, contestualmente alla decisione sulla sede dei mondiali del 2027, che si disputeranno a Erevan in Armenia.
Il 23 gennaio 2025 i campionati vennero riassegnati ad Astana, in Kazakistan, per ragioni di sicurezza. Sarà la seconda volta che il Kazakistan ospiterà un'edizione dei campionati mondiali, dopo quella del 2014 disputata ad Almaty.
La manifestazione sarà inoltre valida come torneo di qualificazione ai Giochi della XXXIV Olimpiade di Los Angeles del 2028.